# Иеронимиты
Иероними́ты — название нескольких монашеских орденов и конгрегаций, существовавших в Европе. В настоящее время существует только орден Святого Иеронима (лат. Ordi sancti Hieronimi, O.S.H.), находящийся на грани исчезновения, прочие прекратили своё существование. Покровителем иеронимитов является святой Иероним Стридонский. С монашескими орденами иеронимитов не следует смешивать членов церковных братств, также названных в честь святого Иеронима (иезуаты блаженного Иеронима, братья-иеронимиты).

## Орден Святого Иеронима
Орден Святого Иеронима (лат. Ordi sancti Hieronimi, O.S.H.) возник в Испании в середине XIV века. Его основателем стали Томмазо да Сиена и Педро Фернандес Печа. Устав нового ордена базировался на уставе Святого Августина, адаптированного для жизни монахов-эремитов. Утверждён папой Григорием XI в 1373. Иеронимиты быстро распространились по Испании и Португалии, в XV веке им принадлежало около 20 монастырей. После открытия Америки иеронимиты направляли в Новый Свет своих миссионеров.
Орден был почти полностью разгромлен в период наполеоновских войн. В XIX веке произошло частичное возрождение, однако в XX веке новые испытания, особенно репрессии республиканских властей в 30-е годы и гражданская война привели к ослаблению ордена. По данным на 2015 год орден состоит лишь из одного монастыря в Испании: Эль-Парраль в городе Сеговия. Предпоследний монастырь иеронимитов, монастырь Юсте в провинции Касерес был закрыт в 2011 году, а в 2013 году возрождён как монастырь ордена паулинов. В Эль-Паррале по данным 2014 года обитали 11 монахов. Облачение иеронимитов — белый хабит, чёрный скапулярий и плащ.
Женская ветвь этого ордена (иеронимитки) была основана в Толедо в 1375 году, но лишь при папе Юлии II была признана официально и монахини стали приносить торжественные обеты; ранее этот орден был весьма распространён в Испании, в настоящее время не существует.

## Иеронимиты — обсерванты
В 1424 году третий генерал Ордена Святого Иеронима испанец Лупус де Ольмедо (умер в 1433) организовал самостоятельную конгрегацию блаженного Иеронима, которая получила имя иеронимитов— обсервантов и была признана в 1426. Ветвь обсервантов отличалась повышенной строгостью и суровой аскетичностью. Широкое распространение конгрегация иеронимитов-обсервантов получила в Ломбардии, в конце XVI века везде кроме этого региона обсерванты влились в другие иеронимитские ордена. В Ломбардии иеронимиты-обсерванты были ликвидированы в XIX веке.

## Иеронимиты из Пизы
Был создан в 1380 году в пустыне близ Монтебелло. Орден был основан раскаявшимися разбойниками как орден нищенствующих братьев или эремитов блаженного Иеронима. В первые же годы существования ордена, чья духовность подразумевала строгое отшельничество, был основан целый ряд пустыней в Северной Италии. Пик расцвета ордена пришёлся на XVII век, когда он насчитывал около 50 монастырей в Италии, Австрии и Баварии. В 1933 году упразднён ввиду малочисленности.

## Иеронимиты из Фьезоле
Был основан в 1360 году во Фьезоле. В 1668 году орден присоединён к иеронимитам из Пизы.